# Ерол Бююкбурч
Ерол Бююкбурч (нар. 22 березня 1936; Адана — пом. 12 березня 2015; Етілер, Стамбул) — турецький популярний співак та композитор.

## Життя та творчий шлях
Свою музичну кар’єру він розпочав у 1961 році, записавши композицію Маленька Люсі. Потім на Балканському музичному фестивалі отримав нагороду "Найкращий співак". Тривалий час співпрацював з оркестром «Легенди». 
Ерол Бююкбурч випустив свій перший повний альбом "Любовні квіти" у 1975 році. Музикою почав займатися в середні шкільні роки, і продовжив навчання в консерваторії муніципалітету Стамбула. Вперше він вийшов на сцену разом із заснованою ним "Вокальною групою Ерола Бююкбурча". 
Його називали «Турецьким Елвісом». 
Ерол Бююкбурч випустив 6 грамофонних платівок, 5 довгограючих дисків, сімдесят п'ять платівок зі швидкістю 45 об/хв, має майже 200 нагород з різних фестивалів та конкурсів і близько 1800 музичних композицій. Також Бююкбурч знявся у майже 30 художніх фільмах. 

## Шлюби
1-й. Дружина: Айла Тейман. Були одружені з Тейман недовго. Від цього шлюбу в нього є дві дочки, Айлан і Джейян. 
2-й. Дружина: Емель Бююкбурч. Емель Бююкбурч має дочку, піаністку-віртуоза та лектора, на ім'я Еврен від її 25-річного шлюбу, який тривав до її смерті у 2001 році. 
3. Дружина: Гонул Деміркол. У Ерола Бююкбурча є дочка, на ім'я Езлем від Ґенюл Демірколь, з якою вони були одружені 1,5 року. 
4. Дружина: Уте Ессер. 

## Смерть
22 липня 1999 року у ДТП він втратив дочку Айлан Бююкбурч. Внаслідок печінкової недостатності у 2001 році померла дружина Емель Бююкбурч. Ерола Бююкбурча знайшли мертвим 12 березня 2015 року в будинку в Стамбулі Етілер . Його тіло було поховано на Зінджирлікуюському цвинтарі після церемонії, що відбулася в Концертному залі Джемал Решіт Рей.

## Музичні відео
- Маленька люся
- Давай, молодіжний хоп-хоп
- Севемем
- Любовні квіти
- Після років
- Ви існуєте

## Фільми
- Щасливі закохані (1964)
- Півень Нурі (1965)
- Чи мали журавлину (1967)
- Молодіжна пісня (1967)
- Солодка любов Жасміна (1968)
- Шукаю нареченого (1968)
- Ніхто не може почути нікого (1968)
- Фіолетові очі (1968)
- Хобо (1969)
- Поцілуй мене (1970)
- Avare Aşık (1970)
- Turist Ömer Boğa Güreşcisi (1971)
- Давай, молодіжний хоп-хоп (1975)
- Це станеться (1976)
- Божевільний (1976)
- Вітер долі (1976)
- Моя жертва (1976)
- Ах Бу Севда (1977)
- Нескінченні муки (1980)
- Муртаза, король присосок (1987)
- Рекламний фільм: Shubuo Kral (2003)
- Де ти Фірузе (2003)
- Hello My Class (2004)
- Школа слави (2007)
- Kanal-Z Zasyon (2009)
- Дядько Привид (2014)